# 建鹿鄉
建鹿鄉（建鹿公社、光明公社），是四川省鄰水縣曾经下辖的一个乡，存在於1954年-1994年。

## 沿革[1]
1954年6月9日，第八區(豐禾區)公所從五童鄉、大屋鄉、復盛鄉3個鄉划出一部分，增設建鹿鄉人民政府。1956年1月16日，建鹿鄉人民政府改稱建鹿鄉人民委員會。1958年9月，建鹿鄉人委改稱建鹿人民公社。1966年5月「文革」開始後，建鹿人民公社工作受到干擾。1967年1月，為了破四舊，建鹿人民公社改稱光明人民公社。3月，由公社武裝幹部和群眾代表主持成立了光明人民公社生產辦公室，負責公社日常工作。1968年11月15日，經縣人武部黨委批准，光明人民公社革命委員會成立。1973年5月12日，經地革委批准，光明人民公社革委會改稱建鹿人民公社革命委員會。。1976年10月粉碎「四人幫」後，建鹿人民公社的行政組織機構仍然是革命委員會。1981年3月，縣委決定撤銷建鹿人民公社革委會，建立建鹿人民公社管理委員會，管委會設正、副主任。1984年1月，根據中共中央體制改革要求，縣委又決定撤銷建鹿人民公社管委會，建立建鹿鄉人民政府。1994年併入豐禾鎮。